# Sphoeroides testudineus
Sphoeroides testudineus es una especie de peces de la familia Tetraodontidae en el orden de los Tetraodontiformes.

## Morfología
Los machos pueden llegar alcanzar los 38,8 cm de longitud total y 400 g de peso.

## Alimentación
Come bivalvos, gasterópodos, Foraminiferas y crustáceos.

## Hábitat
Es un pez de mar de clima subtropical y asociado a los  arrecifes de coral que vive hasta los 48 m de profundidad.

## Distribución geográfica
Se encuentra en el Atlántico occidental: desde Rhode Island (Estados Unidos) hasta el sureste del Brasil.

## Costumbres
Para protegerse de los depredadores  suele hincharse como un globo.

## Observaciones
No se puede comer ya que es  venenoso para los humanos.